# 악히사르

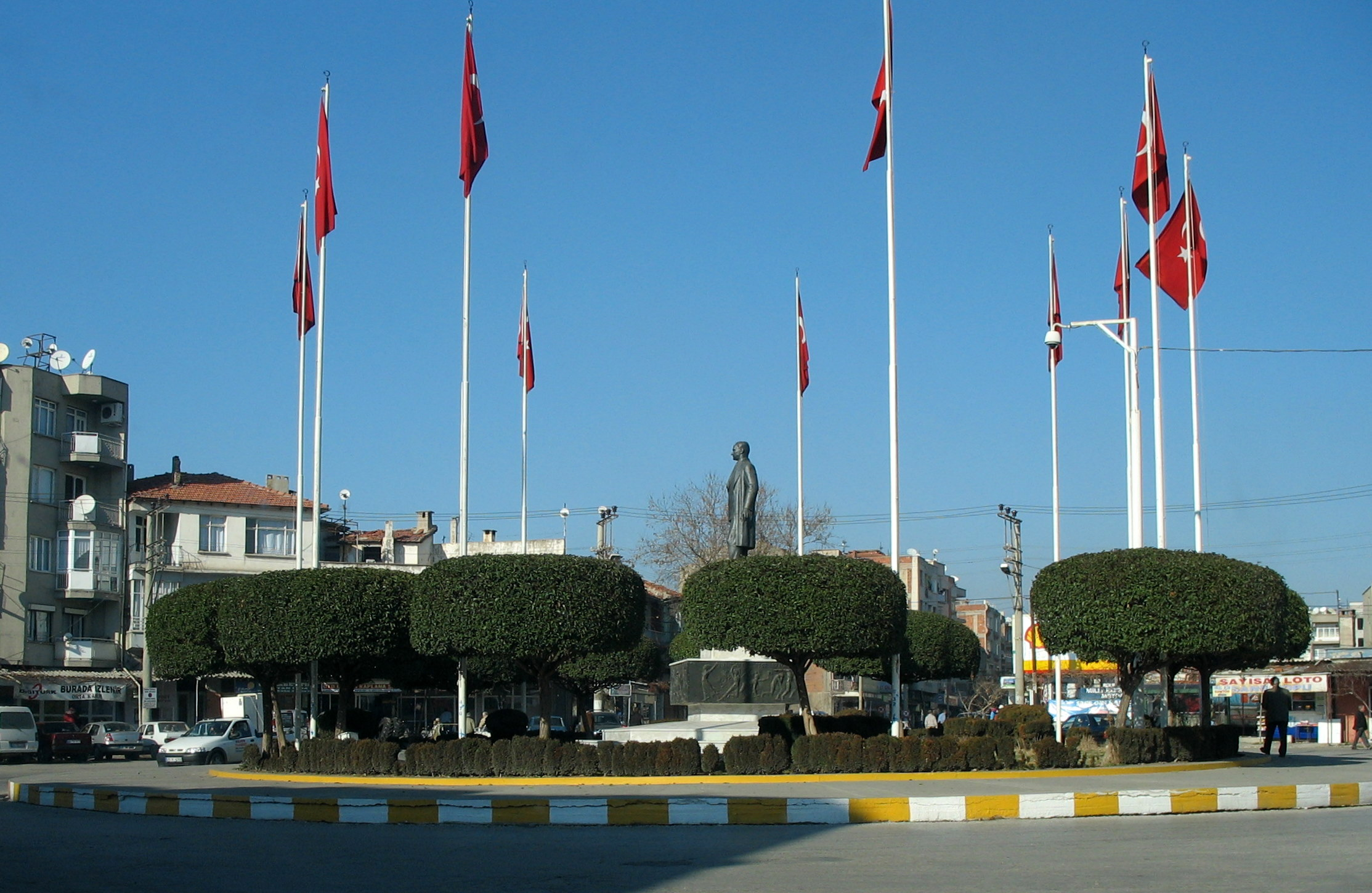

악히사르(튀르키예어: Akhisar)은 터키 서부에 위치한 마니사주의 도시로, 인구는 100,897명(2009년 기준)이다.
고대에는 티아티라 (Thyatira) 로 불렸으며, 요한계시록에 기록된 소아시아 일곱 교회가 위치한 지역 중 하나였다. 고대부터 오스만 제국 시대까지 리디아 북부의 중심지 역할을 담당했으며, 현재 티아티라 당시의 유적이 남아 있다.

## 자매 도시
- 벨기에 브뤼셀
- 벨기에 안트베르펜
- 페루 리마
- 니제르 마라디
- 스위스 로잔
- 카메룬 두알라
- 오만 무스카트
- 포르투갈 포르투
- 몰도바 키시너우